# 沈炳垣 (桐乡县)
沈炳垣（？—？），原名潮，字鱼门，号晓沧，浙江省桐乡县人。清朝道光年间官员。

## 生平
嘉庆十五年（1810年）举人，道光四年后，任娄县知县。道光十年（1830年）任上海县知县。其后历任南汇县、元和县、崇明县知县。后任苏州府督粮水利同知。道光十八年，署太仓直隶州知州。道光二十三年（1843年），任松江府海防同知。
道光二十八年（1848年），处理青浦教案。同年秋，丁忧去任。后卒于家，年七十二。